# Balázs Bús
Pour les articles homonymes, voir Bús.
Dans le nom hongrois Bús Balázs, le nom de famille précède le prénom, mais cet article utilise l’ordre habituel en français Balázs Bús, où le prénom précède le nom.
Balázs Bús, né le 29 juin 1966 à Budapest, est un homme politique hongrois, député-bourgmestre du 3e arrondissement de Budapest depuis respectivement 2010 et 2006, membre du KDNP.